# Wilsberg: Tote Hose
Tote Hose ist die 32. Folge der Fernsehfilmreihe Wilsberg. Der Film basiert auf der Wilsberg-Figur von Jürgen Kehrer. Die Erstausstrahlung erfolgte am 11. Juni 2011 im ZDF. Regie führte Hans-Günther Bücking, das Drehbuch schrieb Ecki Ziedrich.

## Handlung
Privatdetektiv Georg Wilsberg wird von seinem Freund Ekki beauftragt, seine neue Freundin Denise zu beschatten, weil er sich nicht sicher ist, ob er ihr vertrauen kann. So wie es aussieht, hat Ekki allen Grund für seine Zweifel, denn Denise hat sich auch mit Overbeck eingelassen. Diesen nutzt sie für ihre Zwecke  aus und setzt ihn gegen ihren angeblichen Exfreund Gisbert Lotze ein, von dem sie sich verfolgt fühlt. Overbeck gerät in seiner Übereifrigkeit allerdings nicht an den Buchhalter Lotze, sondern an dessen Chef Uwe Schlachkamp, der gerade mit Alex Holtkamps Hilfe vor Gericht die Einstellung eines Verfahrens wegen Steuerhinterziehung gegen ihn erreichen konnte. Als Overbeck den Mann in dessen Firma Drabag Bau aufsuchen will, trifft er auf Alex, die von ihrem Mandanten zu einer Besprechung gebeten wurde, aber diesen gerade erschossen in seinem Büro gefunden hat. Da kurz danach auch Ekki und Wilsberg in der Firma auftauchen, hat es Kommissarin Springer mit drei Zeugen aus ihrem Bekanntenkreis zu tun.
Wilsberg findet bei seinen Recherchen heraus, dass Denise nicht die Studentin ist, die sie Ekki vorspielt, sondern für einen Hostessenservice arbeitet. Als Ekki das erfährt, fällt ihm ein, dass ihn Denise um einen kleinen Gefallen gebeten hatte, die eine Firma Petite Brigitte betraf, die ihr angeblich gehörte. Parallel erfährt Kommissarin Springer von einem Schließfach, das auf den Namen der gleichen Firma gemietet war und das nun allerdings leer ist. Weitere Recherchen ergeben, dass sich Lotze und Denise die unterschlagenen Steuergelder von Schlachkamp in Millionenhöhe angeeignet haben. Inzwischen versuchen die beiden sich gegenseitig das Geld abzujagen. Kurz bevor sich Denise ins Ausland absetzen kann, wird sie von Lotze entführt. Er bringt sie auf Schlachkamps Motorboot und will von ihr das Versteck des Geldes wissen. Dabei ahnt er nicht, dass Denise das Geld genau dort versteckt hält. Es gelingt ihr letztendlich mit dem Boot und den Millionen zu fliehen.
Die Polizei kann Lotze festnehmen und er gesteht den Mord an Schlachkamp. Er sagt aus, dass sein Chef ihn wegen der verschwundenen Gelder zur Rede stellen wollte und ihn von seinem Boot ins Wasser gestoßen habe. Da er nicht abwarten wollte, bis Schlachkamp einen zweiten Mordversuch unternimmt, sei er ihm zuvorgekommen. Denise habe er auf einer Firmenfeier kennengelernt, bei der sie als Hostess arbeitete. Er habe sich in sie verliebt und von seinem Plan berichtet, in den er sie dann mit einbezogen habe. Sie sei aber die ganze Zeit nur an den Millionen und nicht an ihm interessiert gewesen und habe jeden nur für ihre Zwecke manipuliert. Ekki und Overbeck können Letzteres bestätigen.

## Hintergrund
Tote Hose erschien zusammen mit der Folge Frischfleisch von Polarfilm auf DVD. Regisseur Hans-Günther Bücking betätigte sich in dieser Episode auch als Kameramann.
Der Running Gag „Bielefeld“ verweist in dieser Folge kurz vor Minute 11 auf ein Passwort, mit dem Overbeck sich unerlaubt Zugriff auf das Register des Einwohnermeldeamtes verschafft.
Eine Hommage an den Münsteraner Tatort erfolgt in Minute 45, als Wilsberg zum Hafen fährt und im Hintergrund eine Firmenhalle in großen Buchstaben den Namen Thiel trägt.
Der Musiktrack unter den Schlussszenen bis zum Ende des Abspanns ist der Song Denis der US-amerikanischen Rockband Blondie aus dem Jahr 1978.

## Rezeption

### Einschaltquote
Bei der Erstausstrahlung von Tote Hose am 11. Juni 2011 im ZDF wurde der Film in Deutschland von insgesamt 5,10  Millionen Zuschauern gesehen und erreichte einen Marktanteil von 19,4 Prozent.

### Kritik
Rainer Tittelbach von tittelbach.tv findet, der Krimi: „läuft für ‚Wilsberg‘-Verhältnisse ziemlich unrund.“ Die Story sei nur „schwach ausgespielt, Gags und witzige Dialoge halten sich in Grenzen. Ekkis Liebesleid drückt auf die Stimmung.“ Das Drehbuch sei „uninspiriert“, die Regie „schlampig“ mit „dezente[n] Anschlussfehler“n und die Gast-Darsteller zeigen auch nur eine „mäßige“ Leistung.
Die Redaktion von TV Spielfilm beurteilte den Krimi mit dem „Daumen nach oben“ und meinte lobend: „Der Fall ist knifflig, vielleicht eine Spur überkonstruiert und der Humor ist eine Frage des Geschmacks.“ Fazit: „Wilsberg bleibt cool, wenn anderen heiß ist.“
Prisma urteilte kritisch über „diesen vollkommen überkonstruierten Krimi“. Es gäbe „nur teilweise überzeugende Darsteller-Leistungen“, wobei Lansink ausgenommen wurde. Das Drehbuch sei „allerdings deutlich übers Ziel hinausgeschossen, denn viel zu verworren und unglaubwürdig kommt der Plot daher.“